# Las Meninas (conjunt sense Velázquez)
Las Meninas (conjunt sense Velázquez) és un oli sobre tela de 129 × 161 cm pintat per Pablo Picasso a Canes l'any 1957 i dipositat al Museu Picasso de Barcelona.

## Context històric i artístic
Es deia que al Reial Alcàsser de Madrid, a més de Felip IV, hi regnava l'avorriment. Lope de Vega solia afirmar que "a Palau fins i tot les figures dels tapissos badallen". Només hi havia una cambra que escapava de l'ensopiment quotidià, el taller de Velázquez. Antonio Palomino explicava que tant Felip IV com la seua muller, Marianna, i les "senyores infantes i dames" solien anar a veure com pintava Velázquez "cosa que estimaven com una agradable delectació i entreteniment".

## Descripció
Picasso torna a emprar el format horitzontal que ha fet servir en la gran grisalla inicial per a fer una sèrie de composicions de gran format. En aquest oli, el primer de la sèrie, l'artista hi sistematitza un nou llenguatge artístic.
Picasso retalla i congela la part central de la pintura. La sensació de moviment paral·litzat és més forta que mai. Les actituds i les mirades dels personatges del mig, la infanta i les dues meninas, desprenen una força expressiva desafiant. Tracta aquestes dames, com la majoria de les altres figures que formen la composició, amb un sentit caricaturesc acurat. El retall geomètric de les formes planes, vivament acolorides i realçades amb trets simplificats i amb un fons d'un verd-blau unificat, traspuen encara la compartimentació heretada del vitrall i del linogravat. La pinzellada és llisa i diluïda. El domini del verd-blau, que s'estén per tot l'espai compositiu, proporciona a l'obra una atmosfera misteriosa i a la vegada melangiosa.
Però bona part de l'atenció d'aquesta paràfrasi recau en el mirall, element il·lusionista que Velázquez utilitza per a fer real la presència dels monarques, i que en aquest oli esdevé un focus de projecció de l'espai, veritable protagonista de l'obra mestra que és per damunt de tot una cosa mentale, com Leonardo da Vinci volia que fossin les seues obres.
Fou donat per l'artista al Museu Picasso de Barcelona l'any 1968.